# Paradoxopla
Paradoxopla is een geslacht van vlinders van de familie spinners (Lasiocampidae).

## Soorten
- P. bicrenulata (Bethune-baker, 1915)
- P. cardinalis Holloway, 1987
- P. sinuata (Moore, 1879)
- P. undulifera (Walker, 1855)